# Oggi sì/Change your mind
Oggi sì / Change your mind è l'ottavo singolo su 7" de I Jaguars pubblicato nel 1967 dalla CDB.

## Tracce
Lato A
1. Oggi sì (Enrico Simonetti, Oreste Lionello, Sergio D'Ottavi)

Lato B
1. Change your mind (Enrico Simonetti, Sergio Odorici)